# Pseudomelatomidae
Famille
Synonymes
- voir paragraphe #Synonymes

Les Pseudomelatomidae sont une famille de mollusques gastéropodes marins de l'ordre des Neogastropoda.

## Synonymes
- famille Strictispiridae McLean, 1971[1]
- sous-famille Crassispirinae McLean, 1971[1]
- sous-famille Strictispirinae McLean, 1971[1]
- sous-famille Zonulispirinae McLean, 1971[1]

## Liste des genres
Selon World Register of Marine Species (18 mars 2016) :
- genre Abyssocomitas Sysoev & Kantor, 1986
- genre Aguilaria Taylor & Wells, 1994
- genre Anticomitas Powell, 1942
- genre Antimelatoma Powell, 1942
- genre Antiplanes Dall, 1902
- genre Benthodaphne Oyama, 1962
- genre Brachytoma Swainson, 1840
- genre Burchia Bartsch, 1944
- genre Buridrillia Olsson, 1942
- genre Calcatodrillia Kilburn, 1988
- genre Carinodrillia Dall, 1919
- genre Carinoturris Bartsch, 1944
- genre Cheungbeia Taylor & Wells, 1994
- genre Clavatoma Powell, 1942
- genre Comitas Finlay, 1926
- genre Compsodrillia Woodring, 1928
- genre Conorbela Powell, 1951
- genre Conticosta Laseron, 1954
- genre Crassiclava McLean, 1971
- genre Crassispira Swainson, 1840
- genre Cretaspira Kuroda & Oyama, 1971
- genre Dallspira Bartsch, 1950
- genre Doxospira McLean, 1971
- genre Epideira Hedley, 1918
- genre Funa Kilburn, 1988
- genre Gibbaspira McLean, 1971
- genre Glossispira McLean, 1971
- genre Hindsiclava Hertlein & A. M. Strong, 1955
- genre Hormospira Berry, 1958
- genre Inquisitor Hedley, 1918
- genre Knefastia Dall, 1919
- genre Kurilohadalia Sysoev & Kantor, 1986
- genre Kurodadrillia Azuma, 1975
- genre Leucosyrinx Dall, 1889
- genre Lioglyphostoma Woodring, 1928
- genre Lioglyphostomella Shuto, 1970
- genre Maesiella McLean, 1971
- genre Mammillaedrillia Kuroda & Oyama, 1971
- genre Megasurcula Casey, 1904
- genre Meggittia Ray, 1977
- genre Miraclathurella Woodring, 1928
- genre Monilispira Bartsch & Rehder, 1939
- genre Naudedrillia Kilburn, 1988
- genre Nymphispira McLean, 1971
- genre Otitoma Jousseaume, 1898
- genre Paracomitas Powell, 1942
- genre Pilsbryspira Bartsch, 1950
- genre Plicisyrinx Sysoev & Kantor, 1986
- genre Pseudomelatoma Dall, 1918
- genre Pseudotaranis McLean, 1995
- genre Ptychobela Thiele, 1925
- genre Pyrgospira McLean, 1971
- genre Rhodopetoma Bartsch, 1944
- genre Sediliopsis Petuch, 1988
- genre Shutonia van der Bijl, 1993
- genre Striospira Bartsch, 1950
- genre Thelecytharella Shuto, 1969
- genre Tiariturris Berry, 1958
- genre Viridrillia Bartsch, 1943
- genre Zonulispira Bartsch, 1950

## Galerie

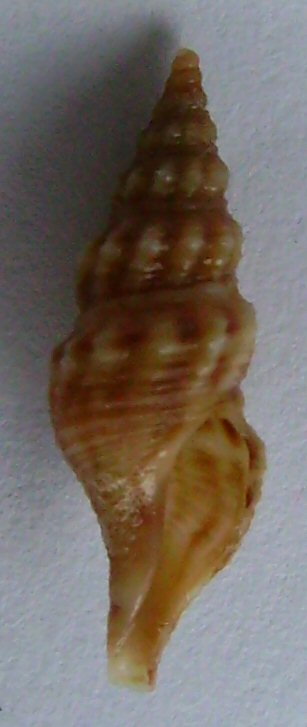
Antimelatoma buchanani maorum.
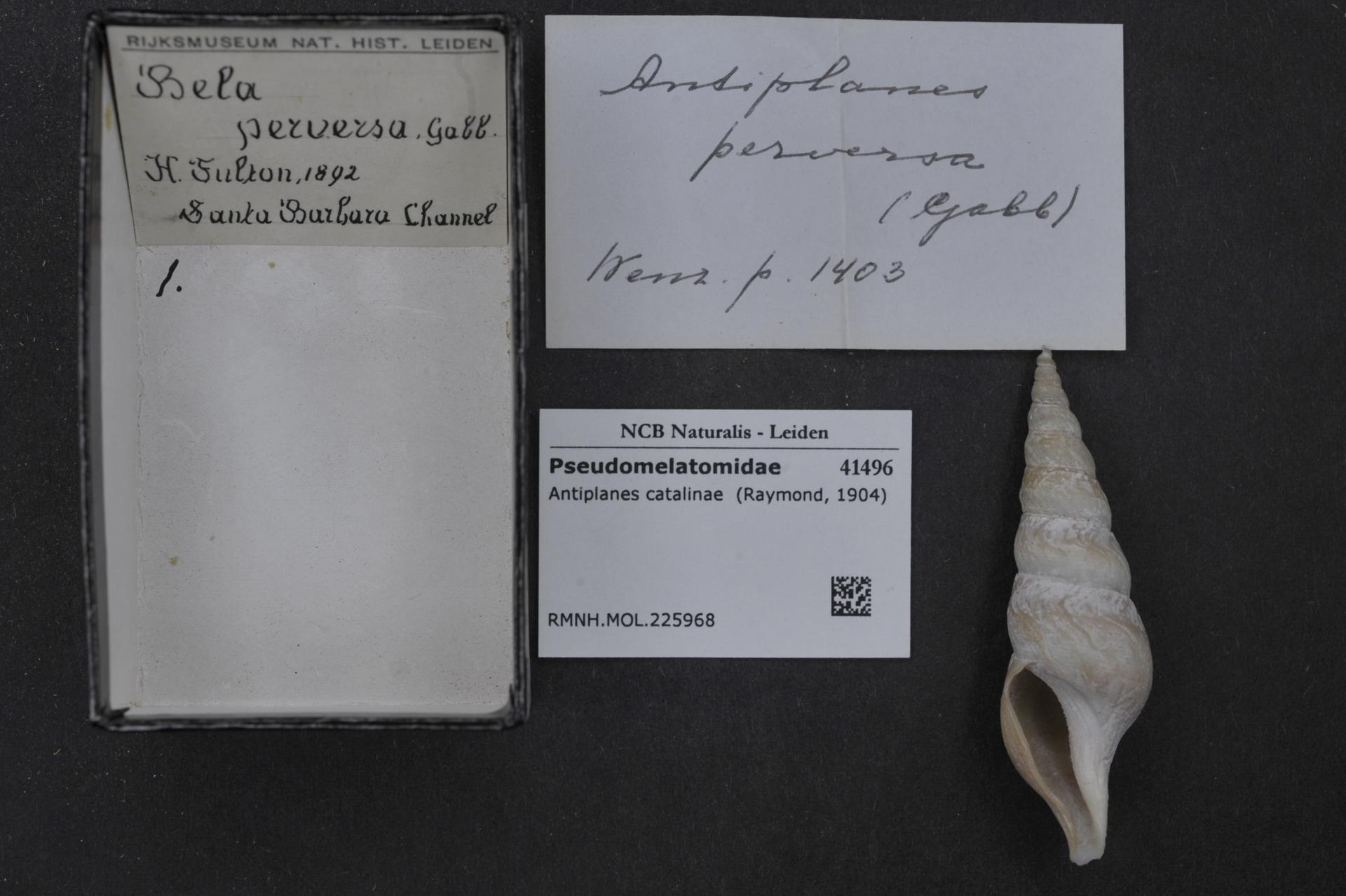
Antiplanes catalinae.
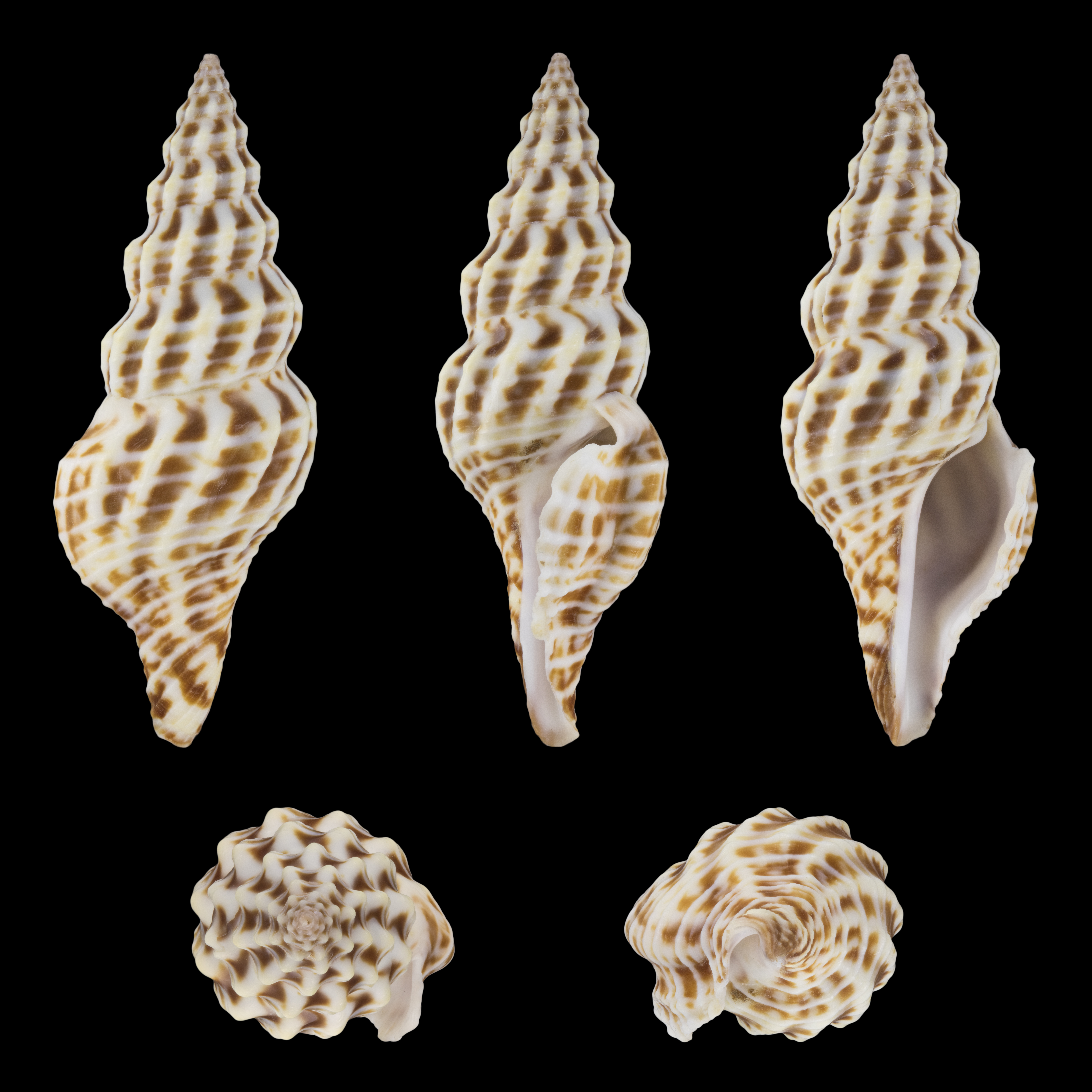
Cheungbeia kawamurai.
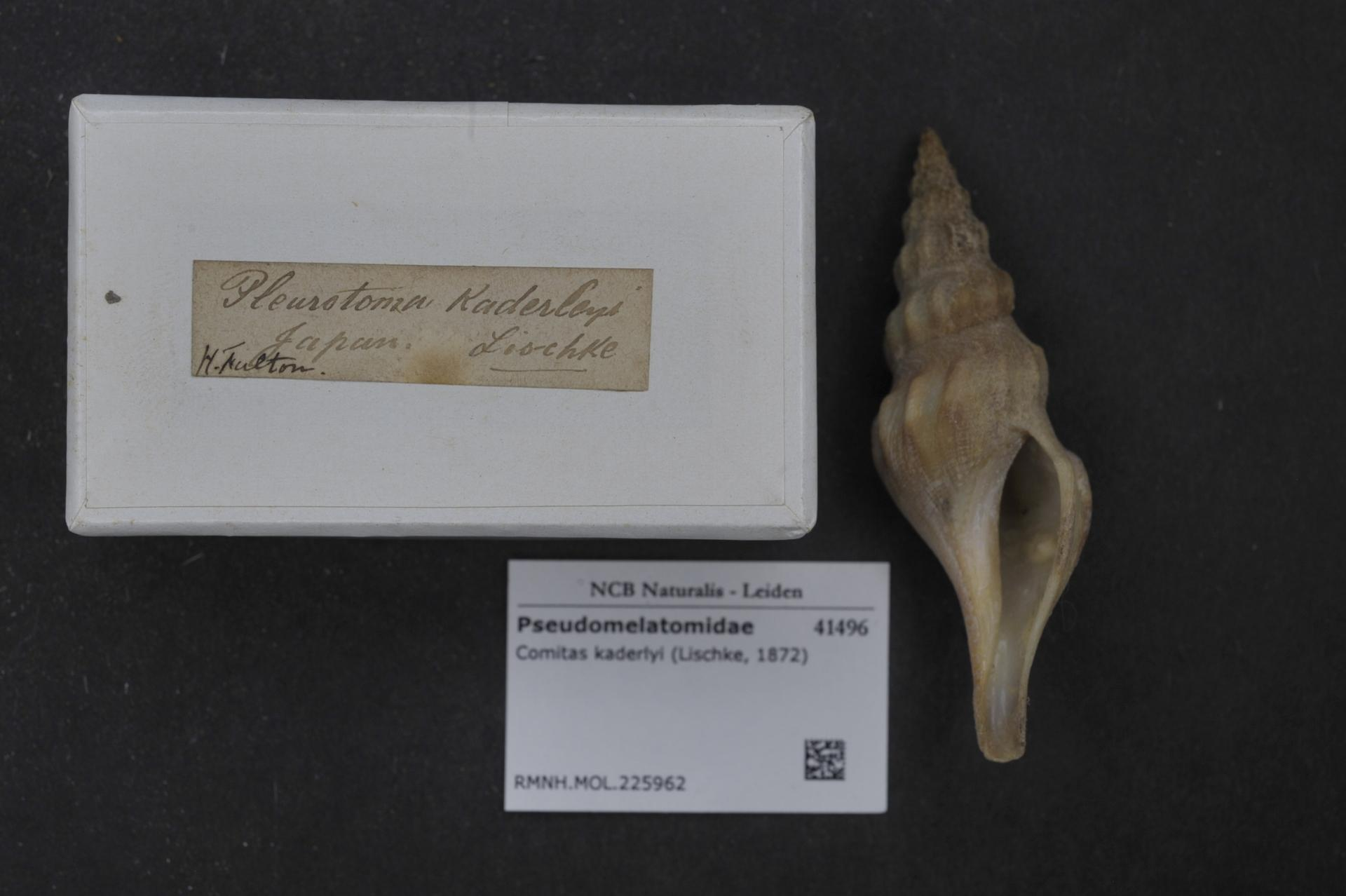
Comitas kaderlyi.
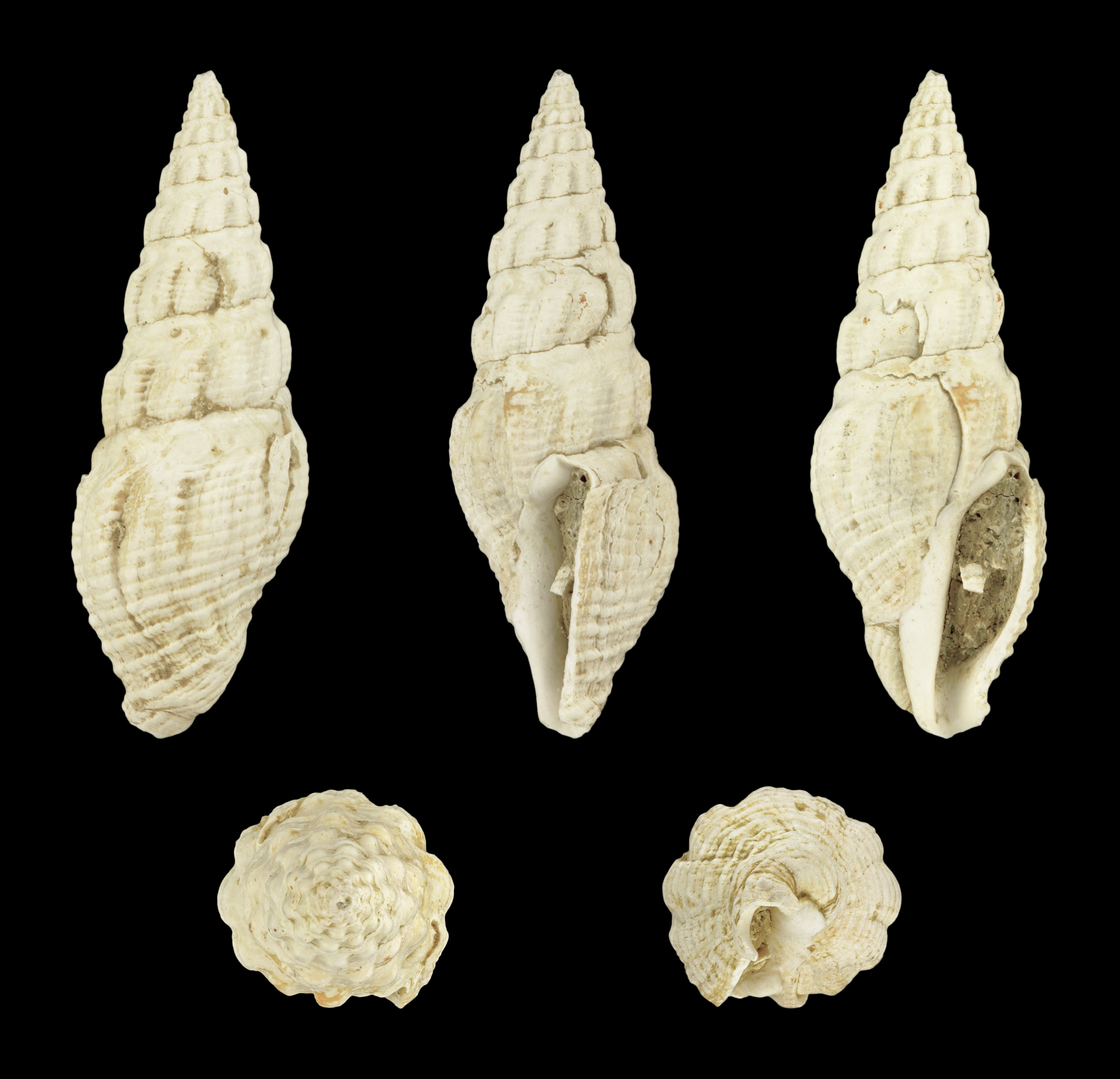
Crassispira borealis.
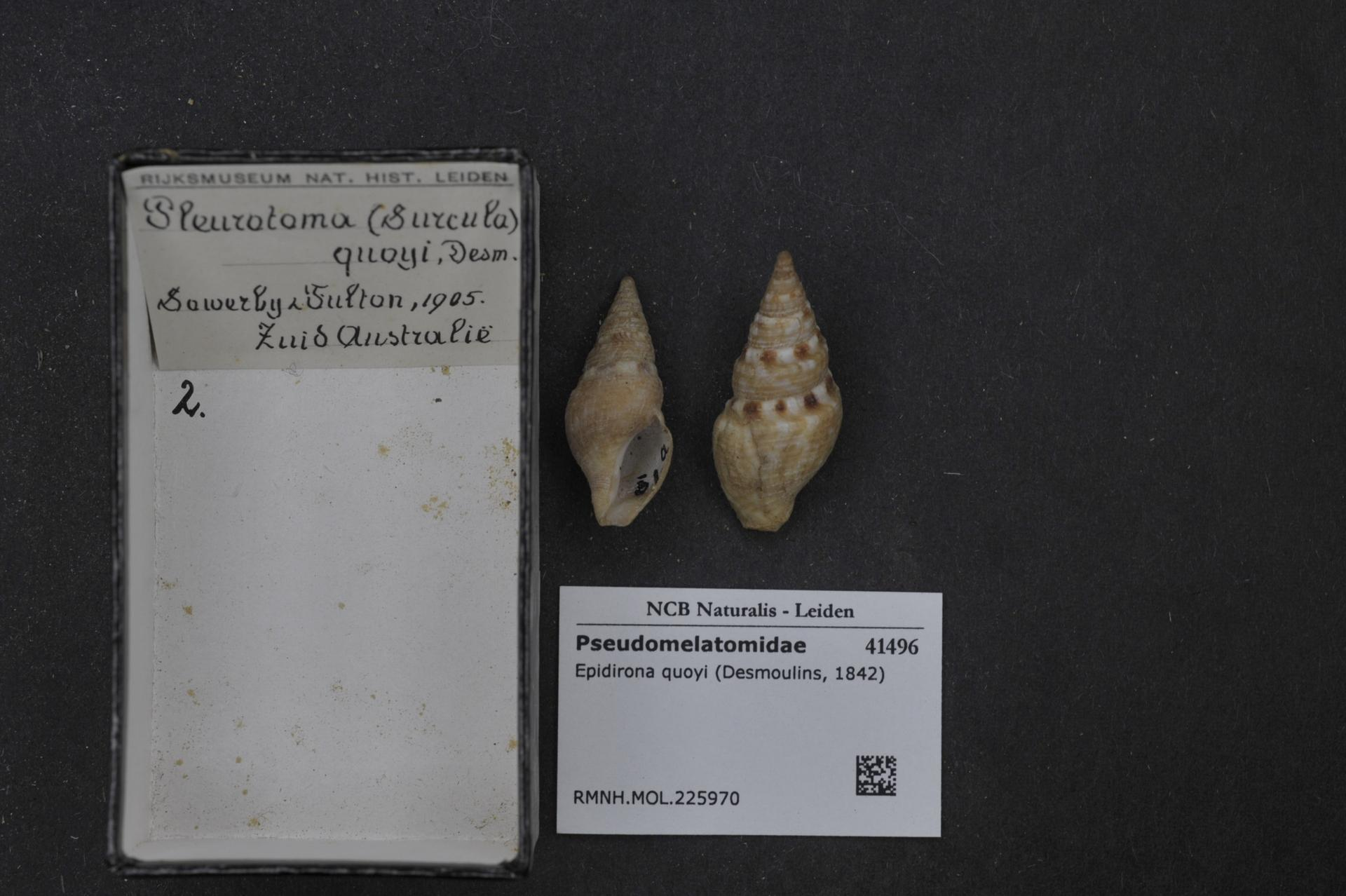
Epidirona quoyi.
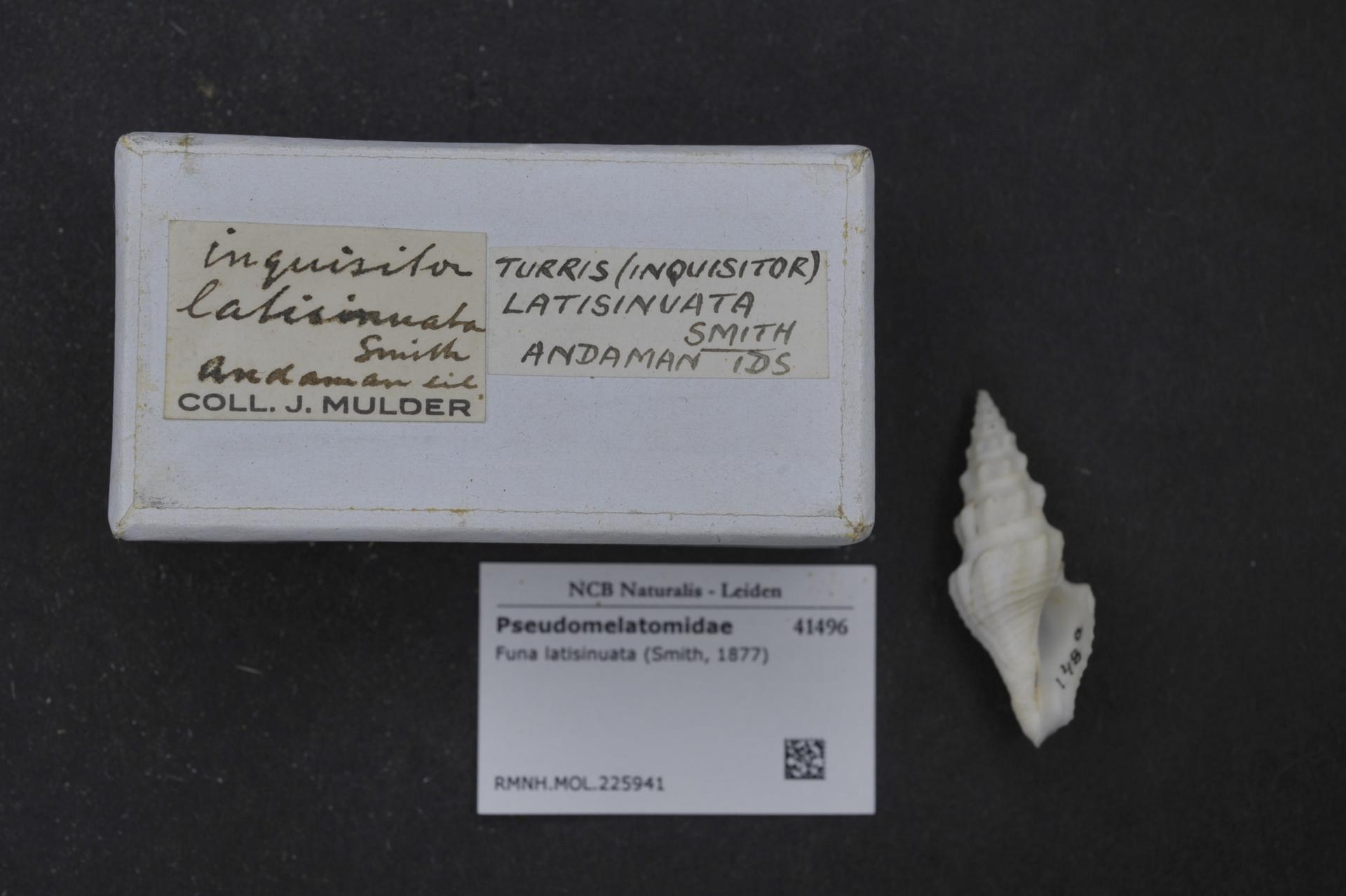
Funa latisinuata.
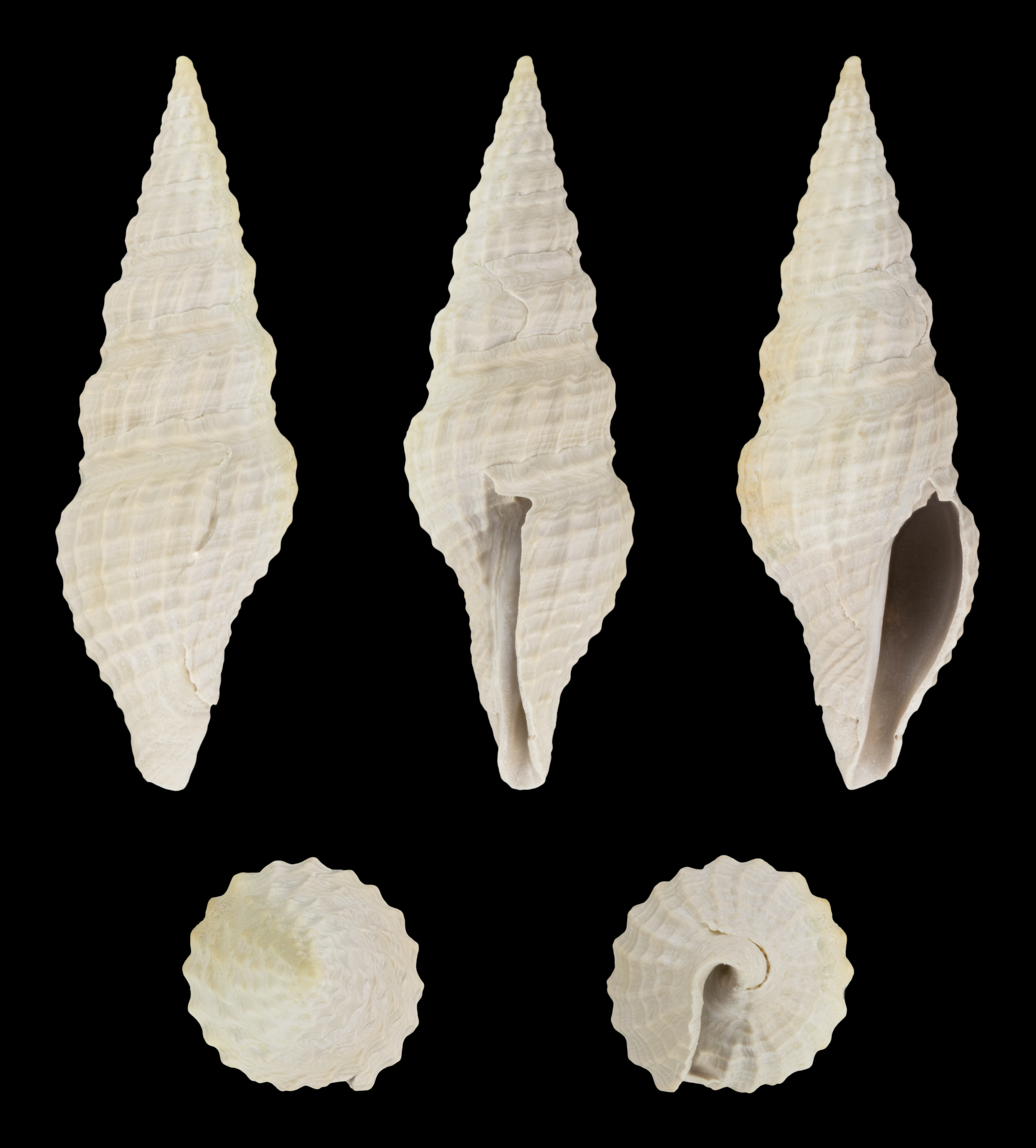
Hindsiclava perspirata.
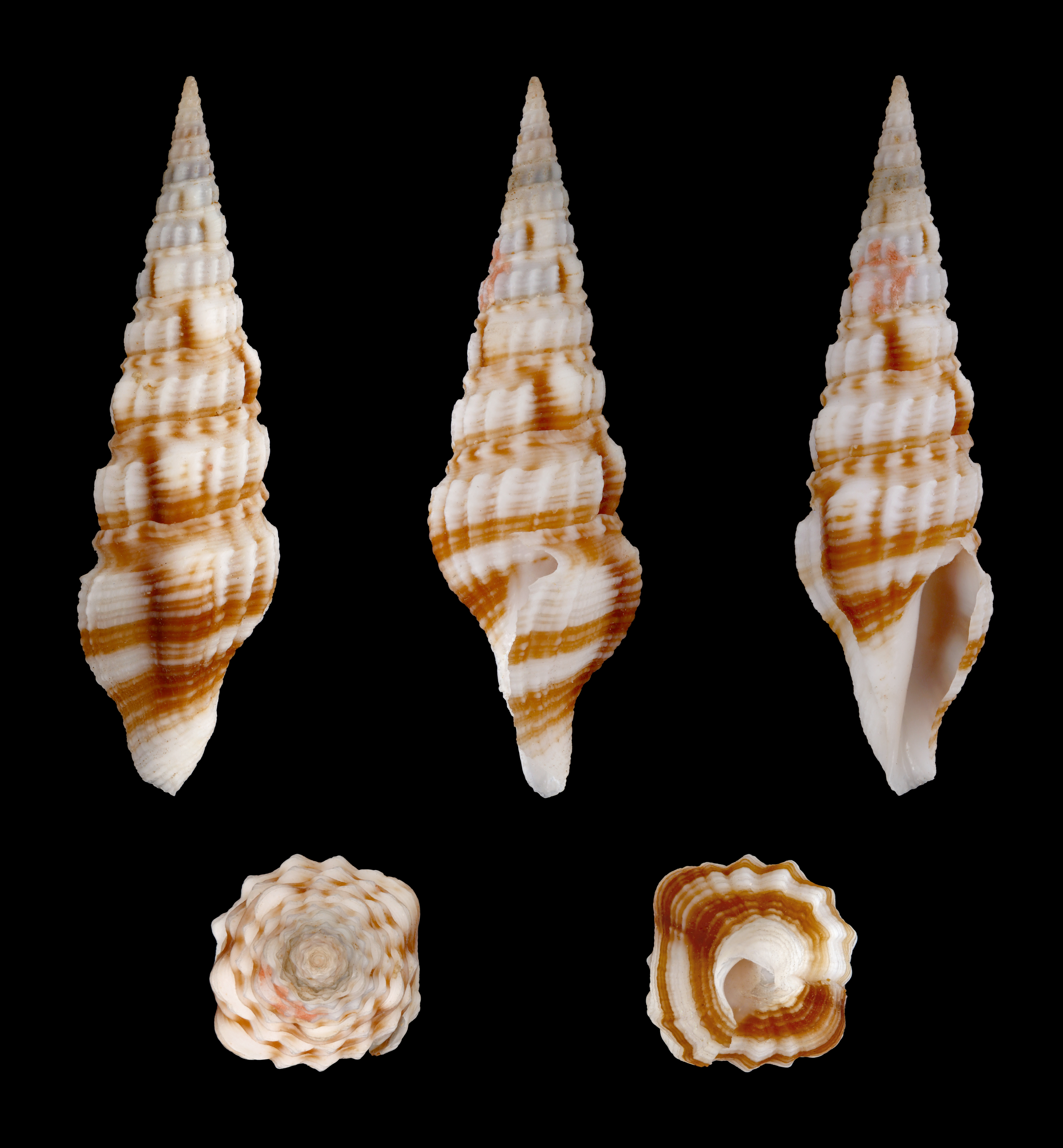
Inquisitor varicosus.
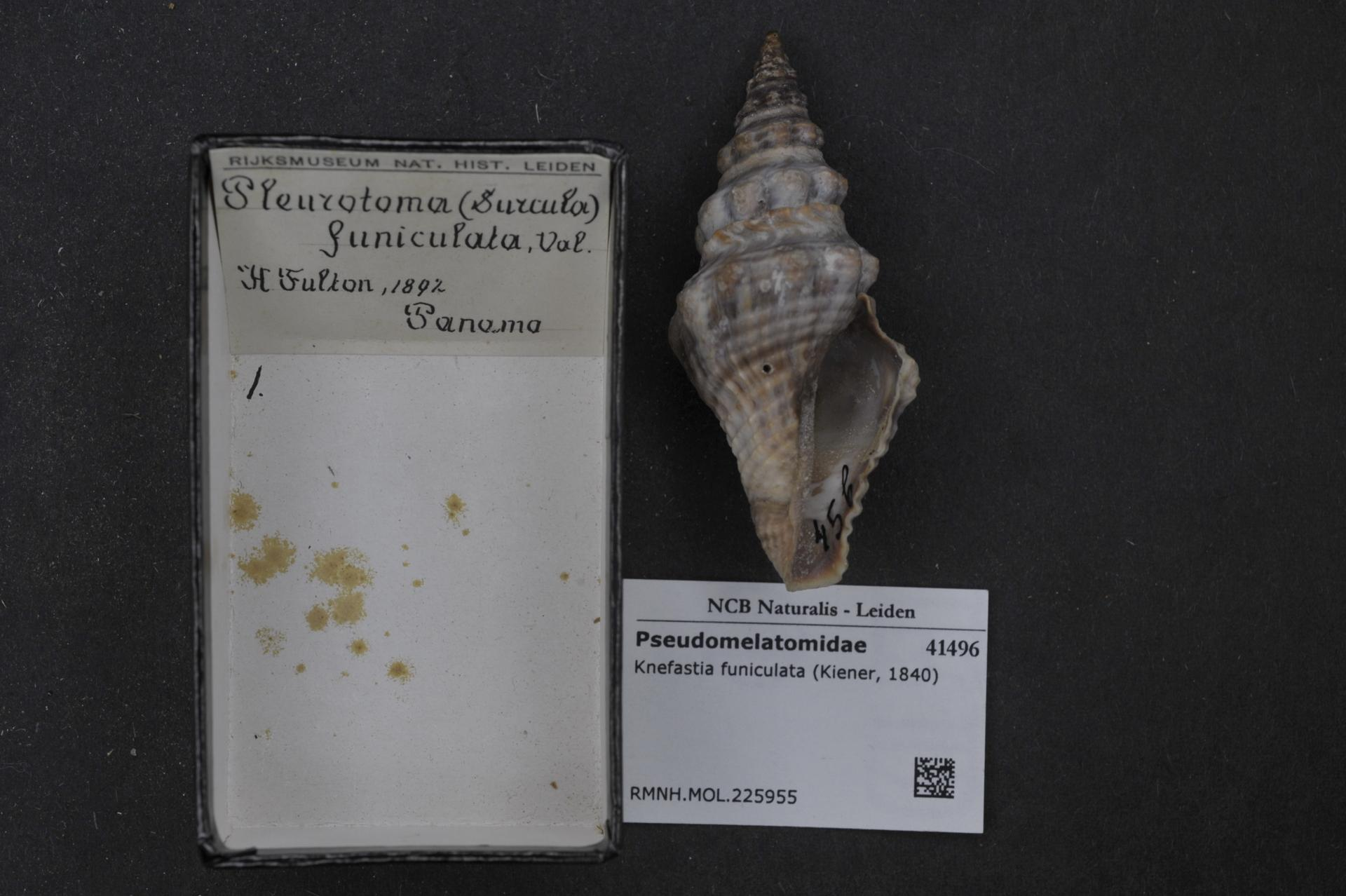
Knefastia funiculata.
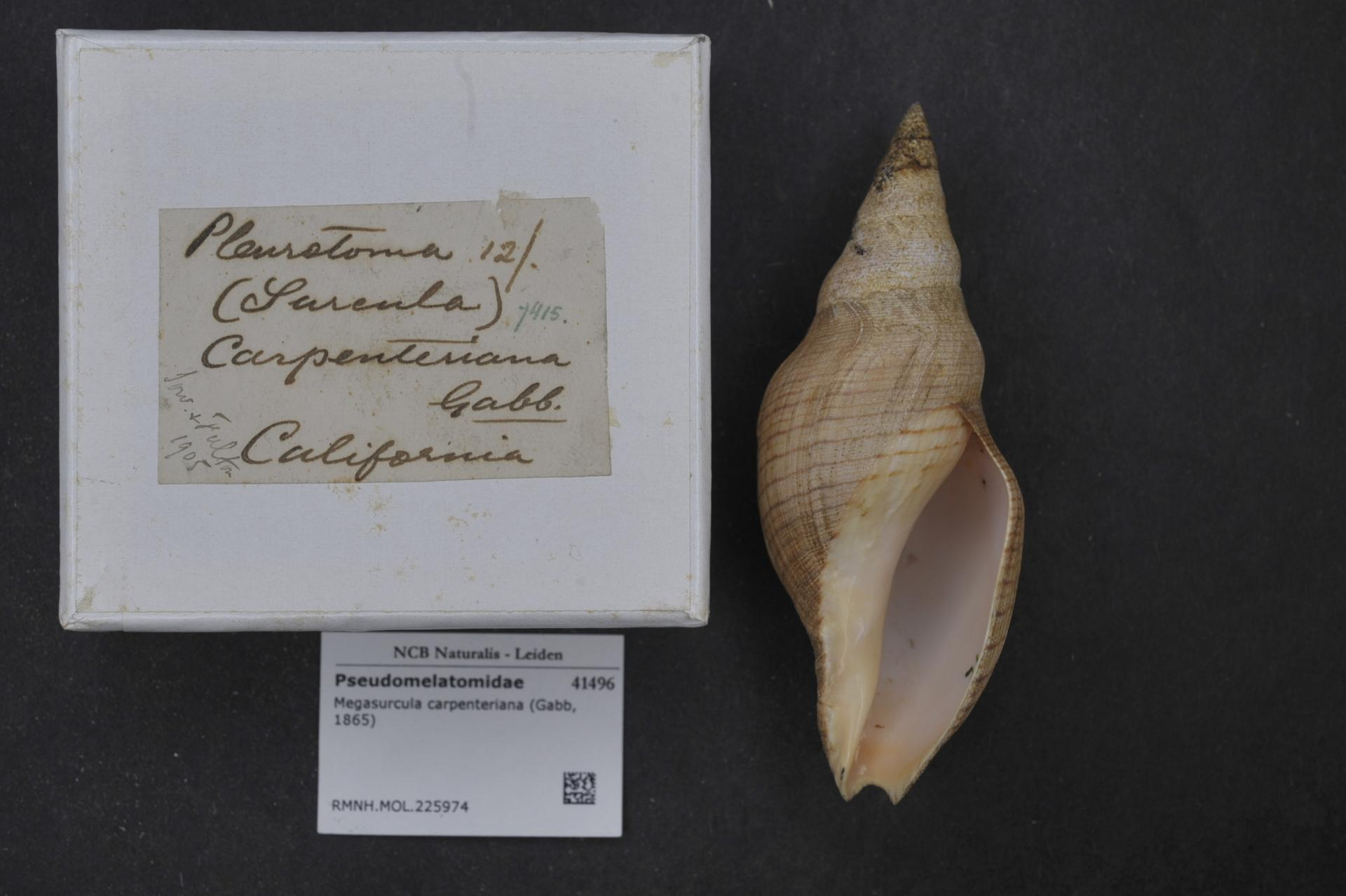
Megasurcula carpenteriana.
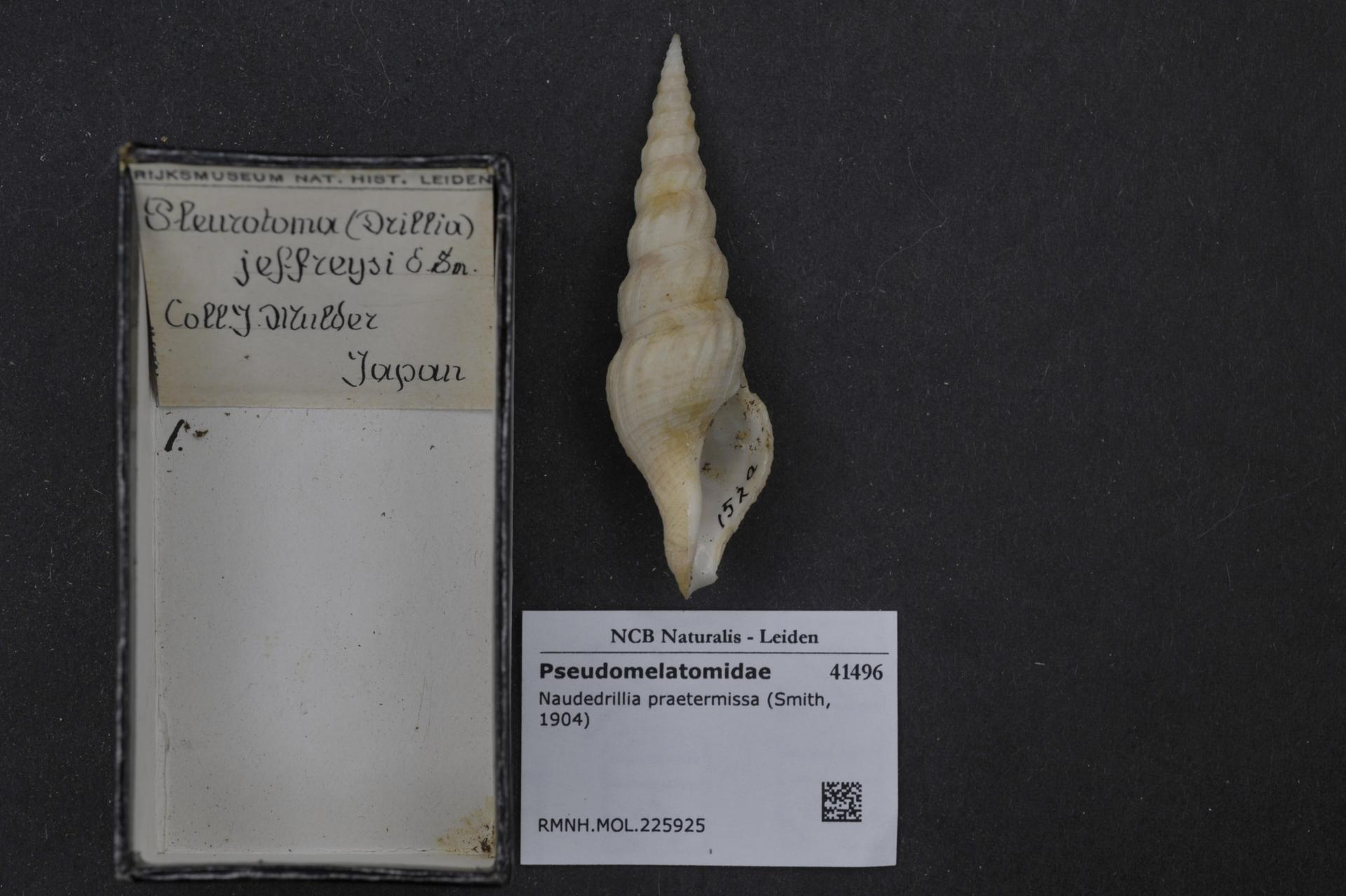
Naudedrillia praetermissa.
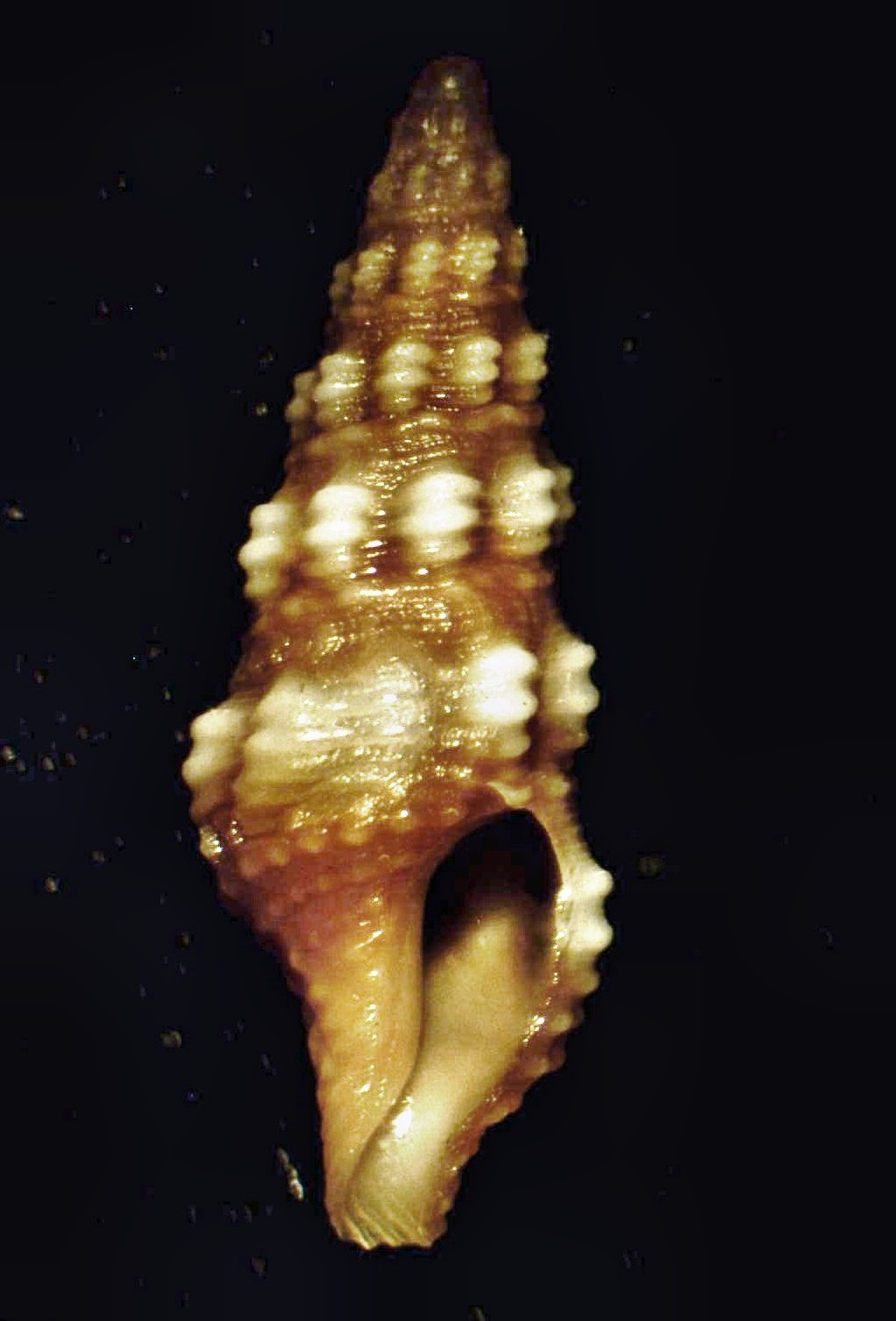
Pilsbryspira leucocyma.
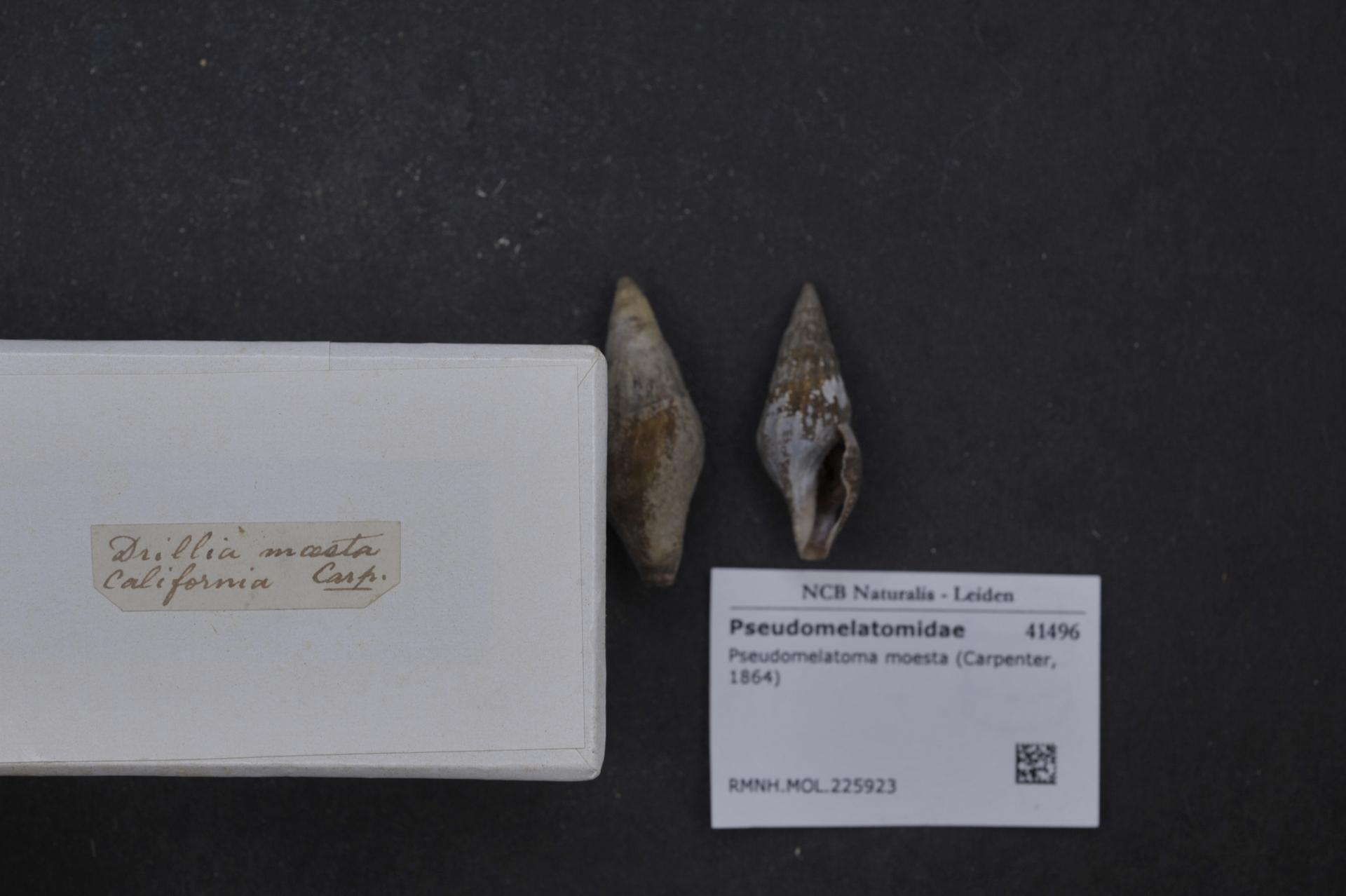
Pseudomelatoma moesta.
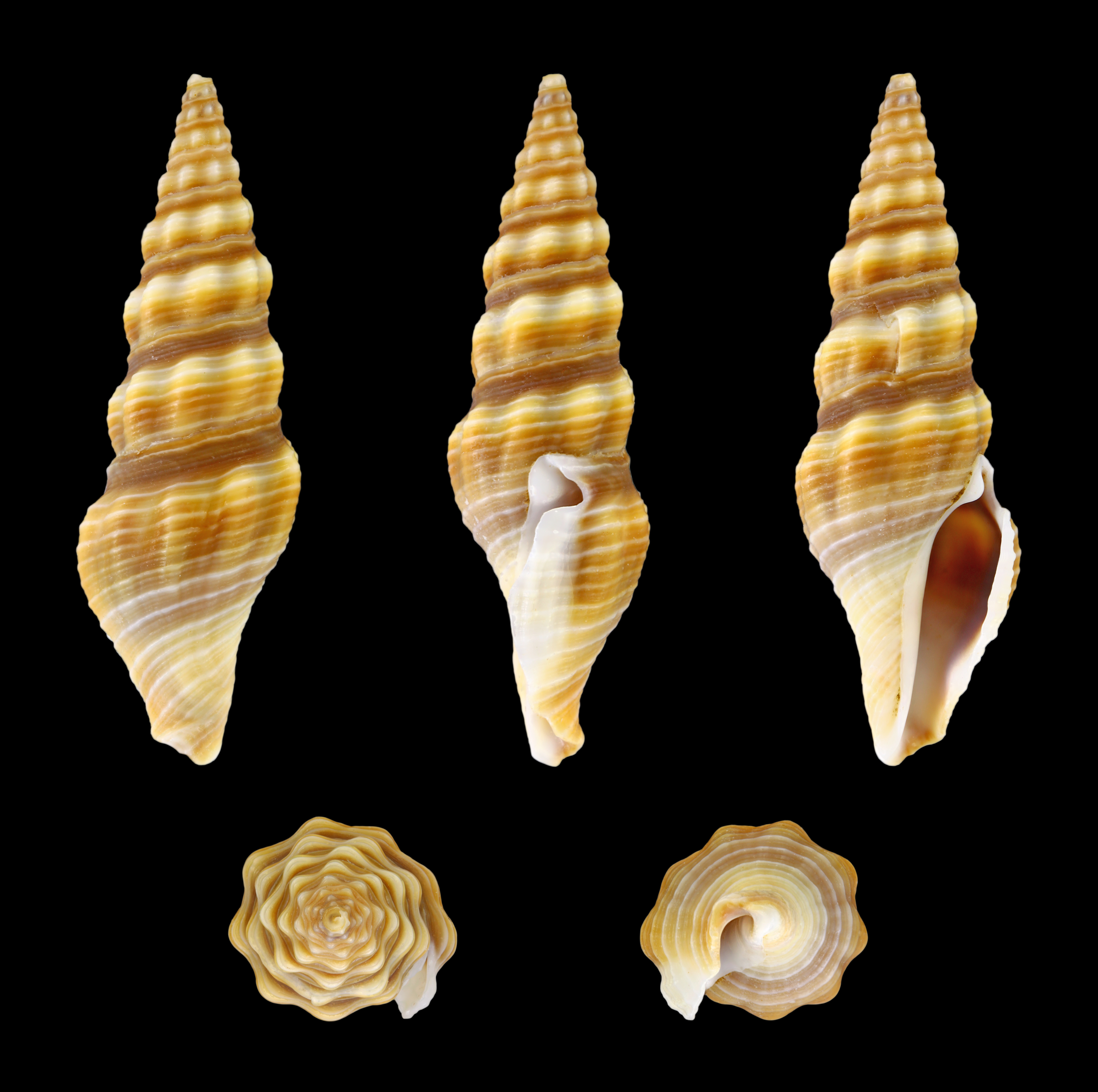
Ptychobela nodulosa.
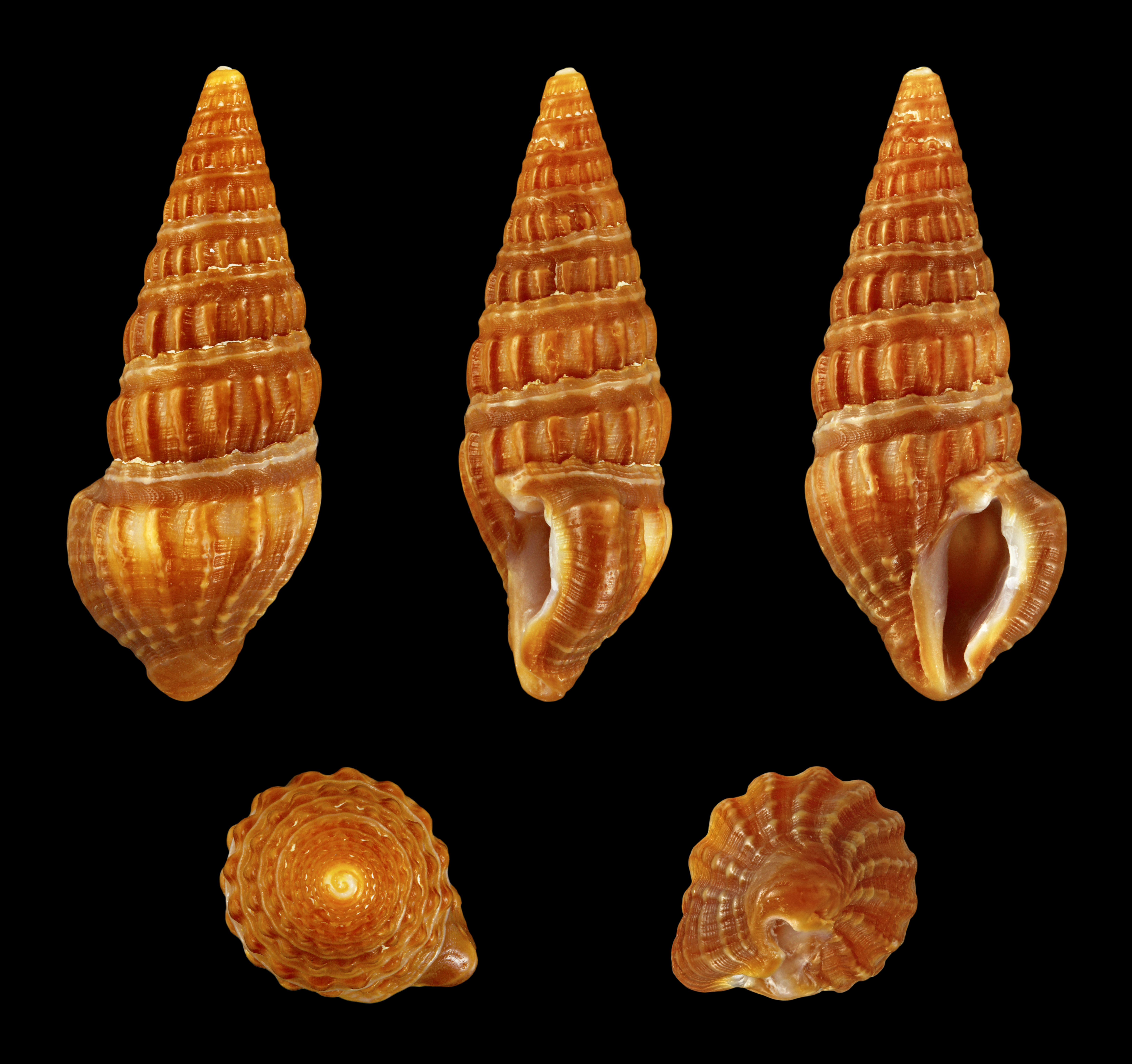
Pyrgospira tampaensis.
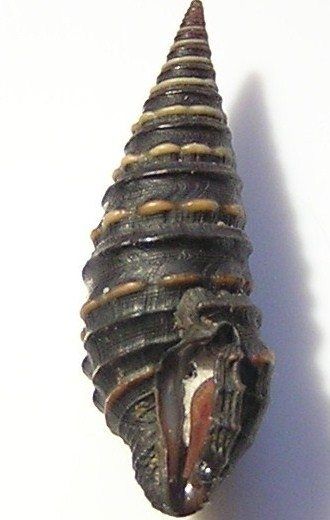
Zonulispira chrysochildosa.